# Gunilla Nyroos
Gunilla Birgitta Nyroos (født 7. oktober 1945) er en svensk skuespillerinde. Hun vandt i 1985 en Guldbagge for sin præstation i filmen Bjerget på månens bagside (1983). Hun har også optrådt i tv-serier som Hem til byn, Tre kärlekar og Kejseren af Portugualien.

## Privatliv
Gunilla Nyroos blev født i Finland og er datter af en svensk mor og en finsk far. Hun flyttede som barn med sine forældre til Stockholm, hvor hendes interesse for teater blev stor i hendes skolegang.
Nyroos har en datter med skuespilleren Lennart Hjulström (1938-2022), der er født i 1986.

## Udvalgt filmografi
- Clownen Beppo (tv-film, 1966)
- Om 7 flickor (1973)
- Albert & Herbert (tv-serie, 1974-1976)
- Jack (1977)
- Bjerget på månens bagside (1983)
- Moa (1986)
- Mio, min Mio (1987)
- Det niende kompagni (1987)
- Tre kärlekar (tv-serie, 1989-1991)
- Den gode vilje (1992)
- Kejseren af Portugualien (tv-serie, 1992-1993)
- Den tatuerade änkan (1998)
- Aspiranterne (tv-serie, 1998)
- Reparation (kortfilm, 2001)
- Spaden (kortfilm, 2003)
- Nina Frisk (2007)
- Maria Wern (tv-serie, 2010)
- Geografens testamente (tv-serie, 2011)
- Känn ingen sorg (2013)
- Beck (tv-serie, 2015)
- Sune vs Sune (2018)
- Sølykken (tv-serie, 2020)